# Nagia amplificans
Nagia amplificans là một loài bướm đêm trong họ Noctuidae.